# Zotalemimon formosanum
Zotalemimon formosanum es una especie de escarabajo longicornio del género Zotalemimon, tribu Desmiphorini, subfamilia Lamiinae. Fue descrita científicamente por Breuning en 1975.
La especie se mantiene activa durante el mes de julio.

## Descripción
Mide 11-15 milímetros de longitud.

## Distribución
Se distribuye por China.